# 八木町 (京都府)

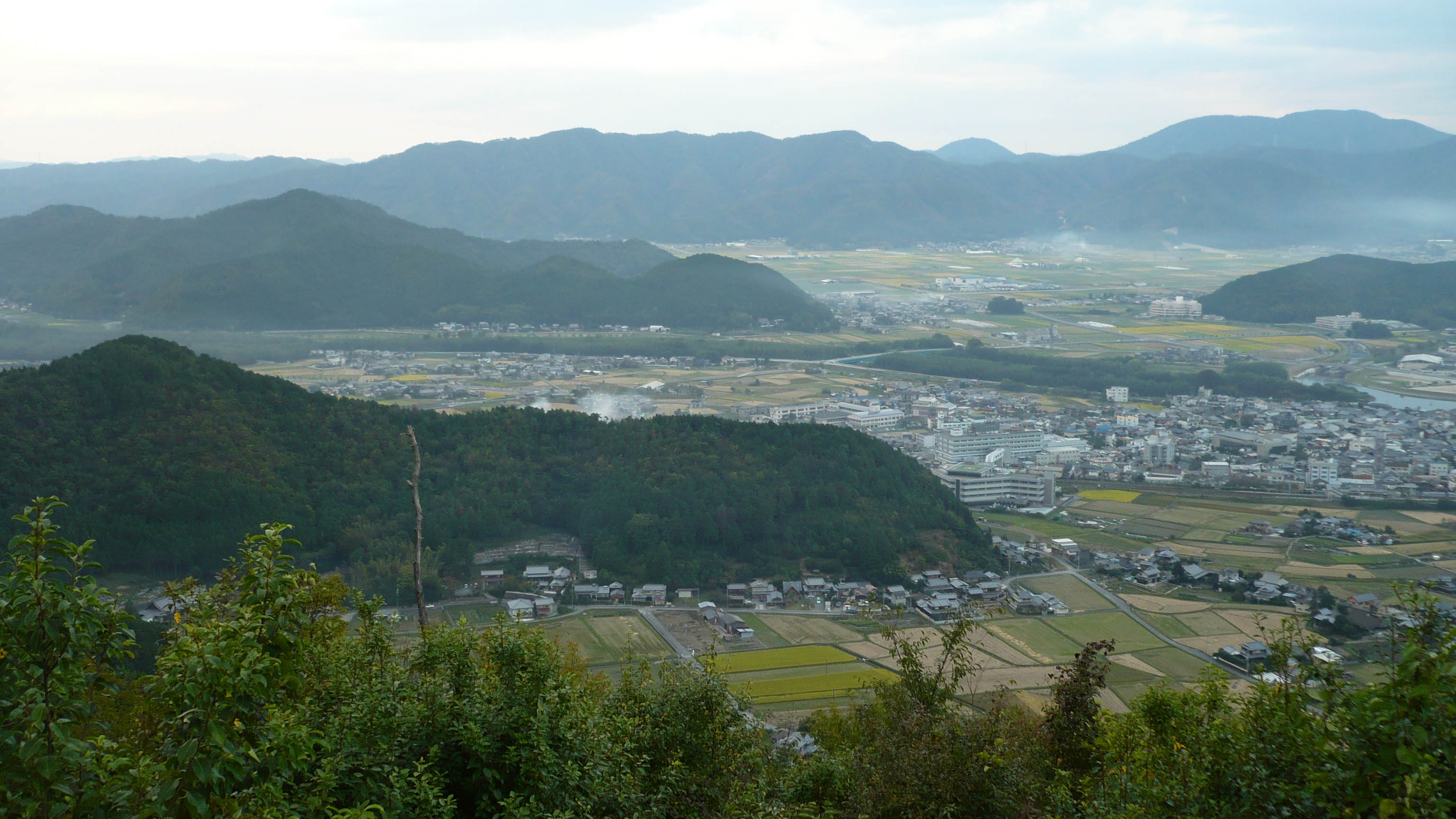
八木城跡からの展望

八木町（やぎちょう）は、2005年12月31日まで京都府の中央部に存在した町である。
町の中央に大堰川が流れ、そこに広がる平野部を中心に農業などが行われている。鮎釣りや松茸狩り、パラグライダーなどのレジャーススポットがある。『ひとが輝く 自然と環境のまち』が目標として定められている。
2006年1月1日に周辺4町が合併して南丹市となり、地方公共団体としての八木町は歴史の幕を閉じた。現在は南丹市の行政区の地名として残されている。

## 地理
- 山: 紫雲山
- 河川:桂川（大堰川（おおいがわ））

## 生態

### アユモドキ
町の魚であったアユモドキは、1980年代後半に水田の圃場整備事業を進めた結果、八木町で姿が見られなくなった。現在日本では、京都府亀岡市の桂川水系、岡山県の旭川・吉井川水系のみで分布が確認されている。

## 歴史
八木町の歴史は古く、古代から地方豪族の古墳が多数作られ、645年頃、在桑田郡行程上一日下半日の地（現在の北屋賀か）に丹波国国府が置かれたと言われている。
中世には、吉富荘と船井荘の荘園が存在し、1180年頃、神護寺を復興した文覚上人が吉富荘室橋に文覚池を造った。
室町時代初頭、内藤季継が足利尊氏より桑田、船井を授けられ、八木城を築城し、さらに室町時代中期、丹波の守護細川勝元は、八木城を修築し、守護代内藤氏をして丹波の防衛を堅めさせた。
安土桃山時代ころから大堰川の舟が盛んになり、鳥羽が重要な港のひとつとされるに至った。 江戸時代になると、角倉了以が大堰川をひらき嵯峨に通じる水路を開通させた。鳥羽は中継地となり木材、米、塩の類埠頭に集散する市場となった。
1660~70年ごろ、八木城周辺から、今の街の位置へ移り住む様になり、現在の八木の街が形成され始めた。

### 沿革
- 1889年（明治22年）4月1日 - 町村制の施行により、八木村・柴山村の区域をもって八木村が発足。
- 1915年（大正4年）1月1日 - 八木村が町制施行して八木町となる。
- 1951年（昭和26年）4月1日 - 吉富村・富本村・新庄村を編入。
- 1955年（昭和30年）4月1日 - 北桑田郡神吉村を編入。
- 2006年（平成18年）1月1日 - 園部町・日吉町・北桑田郡美山町と合併して南丹市が発足。同日八木町廃止。

## 行政
- 町長：岸上吉治

## 経済

### 産業
- 農業

丹波の秋の味覚の松茸や丹波栗をはじめ、大堰川の育んだ豊かな土壌から滋養、強壮の効果を持つ山の芋、水菜、九条ねぎ、水車を利用して精米したブランド米「八木水車こっとん」などが収穫される。特に水菜は京都府下随一の産地である。
八木町氷所(ひどころ)の新東畑の田んぼが、天皇の御代替りに伴う一世一代限りの大嘗祭に用いられる奉納米を収穫する西日本代表となる令和の主基田に選定された。
| 八木駅に掲げられた主基田選定記念横断幕 |  | 令和大嘗祭主基田 |
| 八木駅に掲げられた主基田選定記念横断幕 |  | 令和大嘗祭主基田 |

### 海外
- マニラ（フィリピン）
  - 1985年8月姉妹都市提携

### 教育
- 京都府立丹波養護学校
- 八木町立八木中学校
- 八木町立新庄小学校
- 八木町立八木小学校
- 八木町立富本小学校
- 八木町立吉富小学校
- 八木町立神吉小学校

## 交通
- 京都縦貫道あるいは9号線での自動車交通が中心、京阪京都交通バスが亀岡を通って京都市内まで走る。

### 鉄道路線
- JR山陰本線：八木駅 - 吉富駅
  - 町の中心駅：八木駅

### 道路

#### 高速道路
- 京都縦貫自動車道（国道478号）
  - 八木東IC
  - 八木中IC
  - 八木西IC

#### 一般国道
- 国道9号（山陰道）
- 国道477号

#### 主要地方道
- 京都府道25号亀岡園部線
- 京都府道50号京都日吉美山線

#### 一般府道
- 京都府道363号宮ノ辻神吉線
- 京都府道408号郷ノ口室河原線
- 京都府道441号八木停車場線
- 京都府道451号吉富八木線
- 京都府道452号長谷八木線
- 京都府道454号竹井室河原線
- 京都府道455号八木東インター線

## 名所・旧跡・観光スポット・祭事・催事
- 大送神社の綱引き（毎年1月17日）

## 電気
才賀藤吉が1910年（明治43年）5月に事業許可を受け、10月丹波電気を設立し発電所（瓦斯力、出力60kw）を建設。1911年（明治44年）10月に事業開始したが、1912年（明治45年）7月に宮津電燈、丹波電気、丹後電気三社合併し、両丹電気へ社名変更した

## 出身者
- 馬渕睦夫（官僚）
- 中川泰宏（政治家）
- 川勝瀬平（篤農家）
- 川勝傳（実業家）
- 川勝堅二（実業家）
- 川勝昭平（経済学者）